# باغدار أمجز (أمجز)
باغدار أمجز (بالفارسية: پاگدارامجز) هي منطقة سكنية تقع في إيران في قسم أمجز الريفي. يقدر عدد سكانها بـ 58 نسمة .